# Set Things Right
Set Things Right was een Belgische metalcore band die werd opgericht in 2009 door gitarist Jos De Roeck en drummer Maarten De Roeck.
De band stond gekend voor zijn unieke combinatie van harde metalcore riffs en catchy pop refreinen.
In 2011 verscheen hun debuutplaat 'The Never Ending Road'. Met een uitverkochte releaseshow op 8 juli 2011 in Het Lintfabriek te Kontich kende de band hun eerste succes.
Verschillende optredens mochten volgen, o.a. Humo's Rock Rally en het Nederlandse festival Jera On Air.
In 2012 besloot bassist Pieter De Bruyn de band te verlaten, waardoor STR een nieuwe formatie aannam: Jos aan de basgitaar met nieuweling James Falck als gitarist.
In 2012 werd ontdekt dat Tom Welslau, de originele zanger van de band, aan een zeldzame vorm van leukemie leed. De band nam daarop een pauze om hem de tijd te geven te herstellen. Hoewel hij deels herstelde, diende Weslau uiteindelijk toch te stoppen met de band. In 2014 werd Roger De Koning de nieuwe zanger.
Deze formatie bleef ongewijzigd tot het einde.
Met nieuwe zanger Roger dook de band in maart 2015 opnieuw in de studio voor hun 2de plaat 'This Is Home'.
Deze werd gedeeltelijk opgenomen in het appartement van gitarist Kristof. Zang werd ingezongen in de studio van Matthijs Tieken, drummer van Nederlandse band The Charm The Fury.
Op deze plaat staat het nummer '1997', een nummer dat Jonas en Maarten schreven voor hun vader die dat jaar overleed aan kanker.
Deze single werd uitgebracht met 'Kom Op Tegen Kanker', waarvan alle opbrengsten naar deze organisatie ging.
'1997' werd opgepikt door Studio Brussel en zorgde voor hun spot op het festival Groezrock.
Set Things Right kent zijn piekmoment met de release van hun 3de plaat 'Deathwish' in 2017.
Dit kondigden ze aan met een vals nieuwsbericht te verspreiden waar de band in de gevangenis zit.
Op 19 oktober 2016 brengt de band hun single met videoclip 'Deathwish' uit waar de band winkels overvalt.
Op 18 februari 2016 stelt de band hun nieuwste parel voor in een uitverkochte Zappa.
De laatste videoclip van Set Things Right, 'The Puppet Show', verscheen op 20 december 2016.
Op 4 september 2017 kondigt de band hun einde aan met een allerlaatste concert op 25 november in hun vertrouwde zaal Nootuitgang in Edegem.
Dit concert was in 8 dagen uitverkocht waardoor de band besloot om het te verschuiven naar grotere zaal Hangar 21, wat uiteindelijk ook uitverkocht werd.
Set Things Right speelde onder meer op Rock Herk, Groezrock en de Graspop Metal Meeting.

## Discografie
- 2011 The Never Ending Road
- 2014 This Is Home
- 2017 Deathwish